# Вевеж (Нижньосілезьке воєводство)
Вевеж (пол. Wiewierz) — село в Польщі, у гміні Вонсош Ґуровського повіту Нижньосілезького воєводства.
Населення — 193 особи (2011).
У 1975-1998 роках село належало до Лешненського воєводства.

## Демографія
Демографічна структура станом на 31 березня 2011 року:
|          | Загалом | Допрацездатний вік | Працездатний вік | Постпрацездатний вік |
| -------- | ------- | ------------------ | ---------------- | -------------------- |
| Чоловіки | 102     | 21                 | 71               | 10                   |
| Жінки    | 91      | 19                 | 52               | 20                   |
| Разом    | 193     | 40                 | 123              | 30                   |